# Quiberville-sur-Mer
 Quiberville-sur-Mer  es una población y comuna francesa, en la región de Alta Normandía, departamento de Sena Marítimo, en el distrito de Dieppe y cantón de Offranville.

## Historia
La comuna se denominó Quiberville hasta el 31 de diciembre de 2023.

## Demografía
| 405 | 362 | 399 | 427 | 429 | 467 |
| Para los censos de 1962 a 1999 la población legal corresponde a la población sin duplicidades (Fuente: INSEE [Consultar]) |     |     |     |     |     |